# Alsumpskog

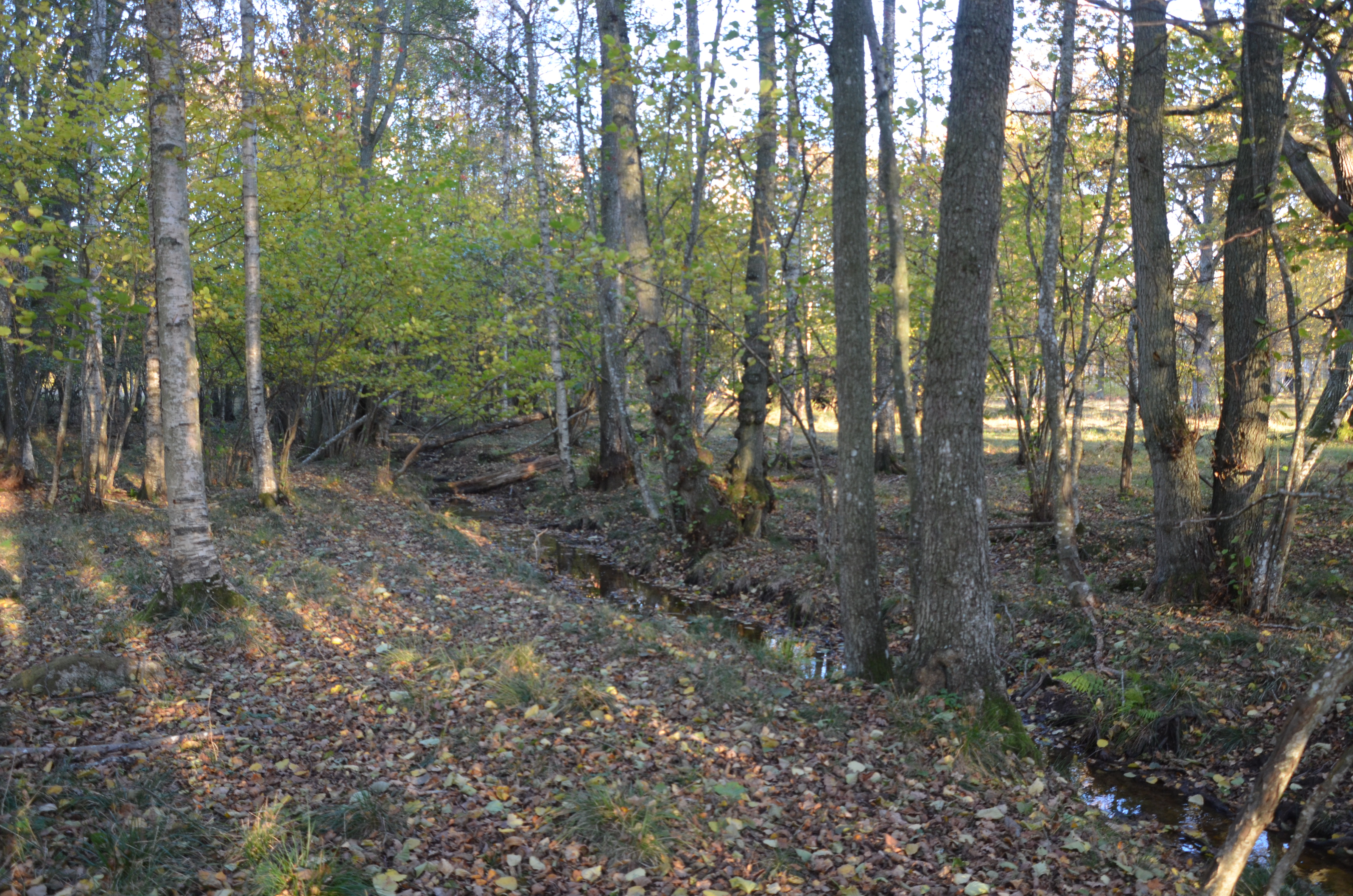
Alsumpskog i Norra Fågelås naturreservat

Alsumpskog är en nyckelbiotop, som utgörs av en lövsumpskog, vars yta till upp till häften domineras av klibbal eller gråal. 
Alsumpskogar karaktäriseras av stillastående och syrefattigt vatten, där ytor ibland är vegetationslösa. 
Signalarter: rankstarr, skärmstarr, missne, gullpudra, blåmossa, rörsvepemossa, terpentinmossa, skogshakmossa, bågpraktmossa, havstulpanlav, glansfläck, hållav, rostfläck, kornig nållav, alflugsvamp, alsopp, scharlakansröd vårskål, lilanopping och grön jordtunga.

## Naturreservat i Sverige med alsumpskog i urval
- Alets naturreservat i Halmstad
- Röå alsumpskog i Karlsborgs kommun i Västergötland (58°24′30″N 14°23′33″Ö / 58.40833°N 14.39250°Ö)
- Norra Fågelsås naturreservat i Hjo kommun i Västergötland (58°15′58″N 14°17′01″Ö / 58.26611°N 14.28361°Ö)
- Rickebasta alsumpskog i Knivsta kommun i Uppland (59°44′05″N 17°43′21″Ö / 59.73472°N 17.72250°Ö)
- Ekeby dreve i Örebro kommun i Närke (59°16′22″N 15°19′57″Ö / 59.27278°N 15.33250°Ö)
- Fästan i Kristianstads kommun i Skåne (55°46′48″N 14°10′54″Ö / 55.78000°N 14.18167°Ö)
- Näktergalslundens naturreservat i Falkenbergs kommun i Halland (56°48′08″N 12°37′30″Ö / 56.80222°N 12.62500°Ö)
- Västra Torsö naturreservat i Sölvesborgs kommun i Blekinge (56°00′28″N 14°38′33″Ö / 56.00778°N 14.64250°Ö)
- Mulleskogen i Perstorps kommun i Skåne (56°09′10″N 12°23′40″Ö / 56.15278°N 12.39444°Ö)
- Djupasjön i Tidaholms kommun i Västergötland (58°13′38″N 13°50′56″Ö / 58.22722°N 13.84889°Ö)
- Svinamadsbäckens naturreservat i Laholms kommun i Halland (56°23′03″N 13°00′51″Ö / 56.38417°N 13.01417°Ö)